# Synthwave
Sous-genres
Darksynth
Genres dérivés
Vaporwave, Chillwave
Genres associés
New wave, Lo-fi, Hard rock, Metal
La synthwave, également appelée retrowave, est un genre musical et artistique rétro-futuriste ayant émergé au début des années 2010. Influencé par la musique et les films des années 1980,,,, le genre naît d'un mouvement de nostalgie de ladite décennie en proposant les mêmes sonorités, accords et mélodies mais avec une production plus moderne, un rendu plus ambiant et une utilisation plus rare du chant,.
Il se caractérise par l'utilisation de synthétiseurs datant des années 1980 comme le Roland Juno-6, son cousin le Roland Jupiter-8, le Yamaha DX7, le Memorymoog et parfois le Korg M1 ; ainsi que de sons issus de boîtes à rythmes de l'époque comme Roland TR-707, l'Oberheim DMX ou encore la LinnDrum. Aujourd'hui, il existe de nombreuses émulations et samples de ces machines, permettant d'obtenir des sons équivalents à moindre coût et plus rapidement, les plus connues étant celles des marques u-he et Arturia.

## Histoire

### Origines

#### La filiation French touch
Les inspirateurs de la synthwave sont pour certains issus du mouvement French touch, notamment de son genre le plus connu, la French house, ou house filtrée. Cette dernière se caractérise par l'échantillonnage de courtes boucles issues de morceaux disco et funk des années 1970 et 1980, le tout filtré et sidechainé sur un rythme house.
Le producteur français College (David Grellier) évoque parmi les pionniers de la « nostalgic music » le groupe Daft Punk, dont la pochette du premier album Homework montre leur chambre d'enfant. Le second opus, Discovery, multiplie les hommages à leurs premières expériences musicales dans les années 1970/1980 : « Ça a beaucoup à voir avec notre enfance, et notre état d'esprit de l'époque, où nous écoutions du rock, de la soul, du disco, du funk et de l'électro. Nous ne nous posions pas la question de la tendance, du bon ou du mauvais goût. On aimait juste ces sonorités. Et c'est vraiment ce qu'on voulait recréer - juste être enfants à nouveau. »
Au tournant des années 2000, Alan Braxe & Fred Falke ou encore Thomas Bangalter et DJ Falcon (rassemblés dans le duo Together) sortent des morceaux mettant de plus en plus en valeur des sons synthétiques évoquant la pop des années 1980, tout en samplant certains morceaux de l'époque. Ces singles, tantôt euphoriques, tantôt mélancoliques, sont distribués à travers le label de Bangalter, Roulé, mais aussi à partir de 2000 sur Vulture, le label d'Alan Braxe.
Également cité comme influence par College, le producteur britannique Stuart Price / Jacques Lu Cont, remarqué en 1999 avec son projet Les Rythmes Digitales, continue sur la décennie suivante de réutiliser des sonorités des années 1980. (En 2005, il produit « Hung Up » de Madonna, qui reprend la formule de samples de pop des années 1970/1980 mis en boucle, typiques de la French touch, mais en échantillonnant cette fois le déjà très célèbre Gimme! Gimme! Gimme! (A Man After Midnight) de ABBA.)

### Débuts
En 2005, le single Discopolis de Lifelike et Kris Menace sort sur Vulture ; c'est à ce jour la sortie synthwave populaire la plus ancienne selon la base de données Rate Your Music. Cette sortie acte la ressemblance stylistique entre la French house d'Alan Braxe et la musique du duo franco-allemand, par leur amour « pour les ambiances disco de la fin des années 1970 et des années 1980 ».
En 2005, David Grellier lance un projet musical solo du nom de College. En 2007, il crée Valerie (en), un collectif, et un blog, afin de rassembler d'autres musiciens, comme les Nantais The Outrunners, Minitel Rose, Anoraak et Maelthelvin. Leur point commun est une fascination pour l'imagerie des années 1980, et certaines sonorités synthétiques de la décennie. Dans une entrevue, Grellier explique que sa musique s'inspire « des soaps des années '80 et d'un esthétisme que j'adore tout particulièrement : la couleur, les images, les films et le soleil – les images de Los Angeles, de Chicago et de toutes les autres villes [...] qui continuent à me fasciner. ». En 2008, il sort un EP intitulé Teenage Color qui, par sa structure, sa progression d'accords et son caractère sonore, est très caractéristique de la synthwave, et peut aussi être considéré comme un point de départ du genre actuel. Le collectif Valérie publie sa première compilation, Valerie and Friends, en 2009. En 2011, College fait paraître l'album Northern Council et la même année A Real Hero avec Electric Youth, qui est présent dans le film Drive, ce qui attirera davantage d'attention du public envers la musique synthwave,.
Lifelike et Anoraak contribuent au son synthwave avec des références musicales similaires. Anoraak explique lors d'une entrevue en 2014 : « la culture pop américaine m'a toujours fasciné quand j'étais petit. Je suis né en 1980, alors j'ai grandi dans un monde entouré par la musique et les films américains. »

### Développement et popularité
Hormis les premiers artistes College et Kavinsky, un nombre important d'artistes contribuent au genre. Le son plus sombre de Kavinsky est exploité par des artistes comme Power Glove (en), Lazerhawk, Perturbator, Lost Years, et Waveshaper.
Le son de Lifelike et d'Anoraak est repris notamment par Miami Nights 1984, Futurecop!, Timecop1983, Le Cassette, Betamaxx, Robert Parker, Highway Superstar et Phaserland,.
Com Truise décrit également sa musique comme de la synthwave. Après une campagne participative à succès en 2014, le court-métrage sur YouTube intitulé Kung Fury fait connaître davantage la synthwave vers l'audience générale, par son langage visuel issu des films de science-fiction des années 1980 mélangé à une bande originale composée de plusieurs artistes de la scène synthwave comme Lost Years, Mitch Murder, Betamaxx, et Highway Superstar,.
On peut distinguer également plusieurs sous-genres de la synthwave, notamment la vaporwave, connue pour son approche lo-fi, la recherche de sons psychédéliques et une ambiance hallucinée rappelant l'hypnagogie ; ainsi que la darksynth, ajoutant à la synthwave des caractéristiques inspirées du metal, comme l'utilisation de distorsion, de dissonances et de solos de guitare électrique, dont les plus grands représentants sont Perturbator et Carpenter Brut.

## Caractéristiques

Exemple d'une charte et style esthétique d'une bannière neo-rétro souvent reprise sur les différentes plateformes de streaming.

Le style est principalement instrumental, et se compose le plus souvent d'éléments sonores issus des années 1980 comme les boîtes à rythmes et les synthétiseurs analogiques. Cependant, la synthwave utilise également des éléments modernes, comme l'utilisation du side-chain sur la basse, issus des genres modernes de musique électronique comme l'electro house.
Musicalement, la synthwave s'inspire de la new wave, de l'italo disco, ainsi que des films, des dessins animés et des émissions de télévision issus des années 1980,,. Des compositeurs tels que Tangerine Dream, Vangelis, John Carpenter ou Kraftwerk, sont fréquemment cités comme influences,.
Visuellement, la synthwave adopte souvent une esthétique rétro-futuriste, imitant la science-fiction et les films des années 1980, , . Des exemples de cette esthétique sont utilisés dans des films ou des séries tels que Tron : L'Héritage (musique de Daft Punk), Drive, Blade Runner, Time Out ou Stranger Things ainsi que des jeux vidéo tels que Power Drive 2000,, Grand Theft Auto: Vice City, Hotline Miami (les bandes originales des deux opus comptent des artistes phares de la synthwave comme Scattle, Mega Drive, Perturbator ou encore Carpenter Brut), Paradise Killer ou Far Cry 3: Blood Dragon,.

## Interprètes
Les artistes de synthwave utilisent des noms de scène à consonance anglaise, avec souvent des jeux de mots sur des symboles des années 80, les plus connus étant notamment Anoraak, Carpenter Brut, College, Com Truise, Danger, Dana Jean Phoenix, Electric Youth, Lueur Verte, Futurecop!, Kavinsky, Gunship (en), Magic Sword, The Midnight, Minitel Rose,  NeonWave , Perturbator, Home, Power Glove ou encore Scandroid.